# 秋山咲恵
秋山 咲恵（あきやま さきえ、1962年 - ）は日本の女性実業家。1994年、夫の秋山吉宏とともにベンチャー企業としてサキ・コーポレーションを創業し、初代代表取締役社長を務めた。
2018年9月30日付で、サキ・コーポレーション代表取締役社長および取締役を退任した。同社ファウンダー（顧問）に就任したという。

## 経歴
奈良県奈良市で3人姉妹の長女として生まれる。小学生の頃から読書が好きで、奈良女子大学附属中学校・高等学校から京都大学文学部に入学した。ボーヴォワール『第二の性』を読んで社会における男女の役割差別を意識するようになり、自立のために実学を学ぼうと法学部に移り、在学中は司法試験の勉強にも励んだ。
1987年に京都大学法学部を卒業するとアンダーセン・コンサルティング（現在のアクセンチュア）に入社した。主に金融関係の顧客を担当し、戦略企画から業務分析まで事業のシステム構築全般に携わった。入社当初は大阪勤務だったが、半年後に東京に転勤となったのを契機に、大学の写真部で出会って交際していた秋山吉宏と結婚した。吉宏は関西の松下電器産業研究所に勤務していたため、結婚とともに咲恵が東京に単身赴任するようになった。1991年にアンダーセンを退職し、その後は専業主婦として伝統芸能を学んでいたという。
自らの技術を製品化に繋げたいという吉宏の考えと、その技術を高く評価する咲恵自身の起業意欲から2人で起業を決意し、1994年4月8日にサキ・コーポレーションを設立した。社名は社長の咲恵の名から副社長の吉宏が命名した。神奈川県川崎市のビルの一室に15m2のオフィスを借りて開業し、同年7月にはかながわサイエンスパーク (KSP) のスタートアップ企業として入居し本社を移転した。
最初の1年間はフリーコンサルタントをしながら市場調査を行い、吉宏が得意とするプリンターのスキャナー技術を応用できることなどからプリント基板の検査装置開発を手がけることを決めた。1台2,000万円ほどの既存品との差別化を図り、価格は半額・スピードは2倍というキャッチフレーズで工場に売り込みをかけ、徐々に定価を引き上げながら、1996年にはシンガポールやマレーシアなど海外にも販路を広げた。
キャッシュ・フローを重視して無借金で経営を行い、2007年には売上高が約50億円、世界シェアはオムロンに次ぐ2位となった。この頃には社員が200人を超え、ロボット製造工場も兼ねた本社を品川インターシティ31階に移している。
しかし2008年のリーマン・ショックにより海外での取引キャンセルが続き、同年12月期の最終損益は25億円超の赤字に転落した。翌2009年12月期の売上は2期連続の赤字を計上した。このため社員を100人近くリストラした上で、2009年に本社を東京都品川区の築40年のマンションに移転した。
ピーク時には25億円の借金を個人保証していたが、研究開発への投資を続けて2010年上半期には会社を黒字に復帰させた。しかし翌2011年12月期には売上高は上昇したものの、子会社の清算に伴う出資金の損失処理により特別損失を計上し、当期純損失は12億円超の赤字となった。
2018年5月、本社を東京都江東区枝川3丁目枝川3丁目1-4 DMG MORI東京デジタルイノベーションセンタへ移転した。業績不振にともない2018年9月30日付で同社代表取締役社長を退任した。
数々の企業の社外取締役、政府審議会の委員・有識者議員などを歴任してきた。

## 受賞歴
- 2004年 - 日経ニューオフィス賞推進賞
- 2004年 - 日刊工業新聞「最優秀経営者賞」
- 2005年 - 東京商工会議所「勇気ある経営大賞」
- 2006年 - 日経WOMAN「ウーマン・オブ・ザ・イヤー」リーダー部門2位

## 社外取締役など
- 日本郵政 社外取締役[2]
- ソニー 社外取締役[2]
- オリックス 社外取締役[2]
- 三菱商事 社外取締役[2]

## 政府機関委員など
- 政府税制調査会委員（2003年10月、小泉内閣）[8]。
- 政府税制調査会特別委員（2006年11月、第1次安倍内閣）[8]
- 産業競争力会議民間議員（2013年、第2次安倍内閣）2014年9月退任
- 国家戦略特別区域諮問会議有識者議員（2014年、第2次安倍内閣）[1]
- 経済産業省産業構造審議会委員[1]
- 財務省財政制度等審議会委員[1]
- 日本貿易振興機構運営審議会委員[1]

## テレビ番組
- 日経スペシャル ガイアの夜明け 「勝つ工場」 〜甦るメイド・イン・ジャパン〜（2005年3月22日、テレビ東京）[11]。- サキ・コーポレーションの戦略を取材。
- プロフェッショナル 仕事の流儀  夫と会社は こう育てる ベンチャー経営者 秋山咲恵（2006年4月27日、NHK）[12]

## 著書
- 『仕事力は習慣で鍛えなさい』（2007年9月20日、	サンマーク出版）ISBN 9784763197603